# Natitingou IV
Natitingou IV ist ein Arrondissement im Departement Atakora in Benin. Es ist eine Verwaltungseinheit, die der Gerichtsbarkeit der Kommune Natitingou untersteht. 

## Geographie
Natitingou IV setzt sich aus sieben Siedlungen zusammen: Ditawan, Doyakou, Koudengou, Péporiyakou, Tétanté, Tikouani und Toroubou.

## Demographie
Gemäß der Volkszählung von 2013 hatte Natitingou IV 7413 Einwohner, davon waren 3504 männlich und 3909 weiblich.